# Comparettia falcata
Comparettia falcata, también conocida como llovizna magenta, es una especie de orquídea epífita. Es la especie tipo del género Comparettia.

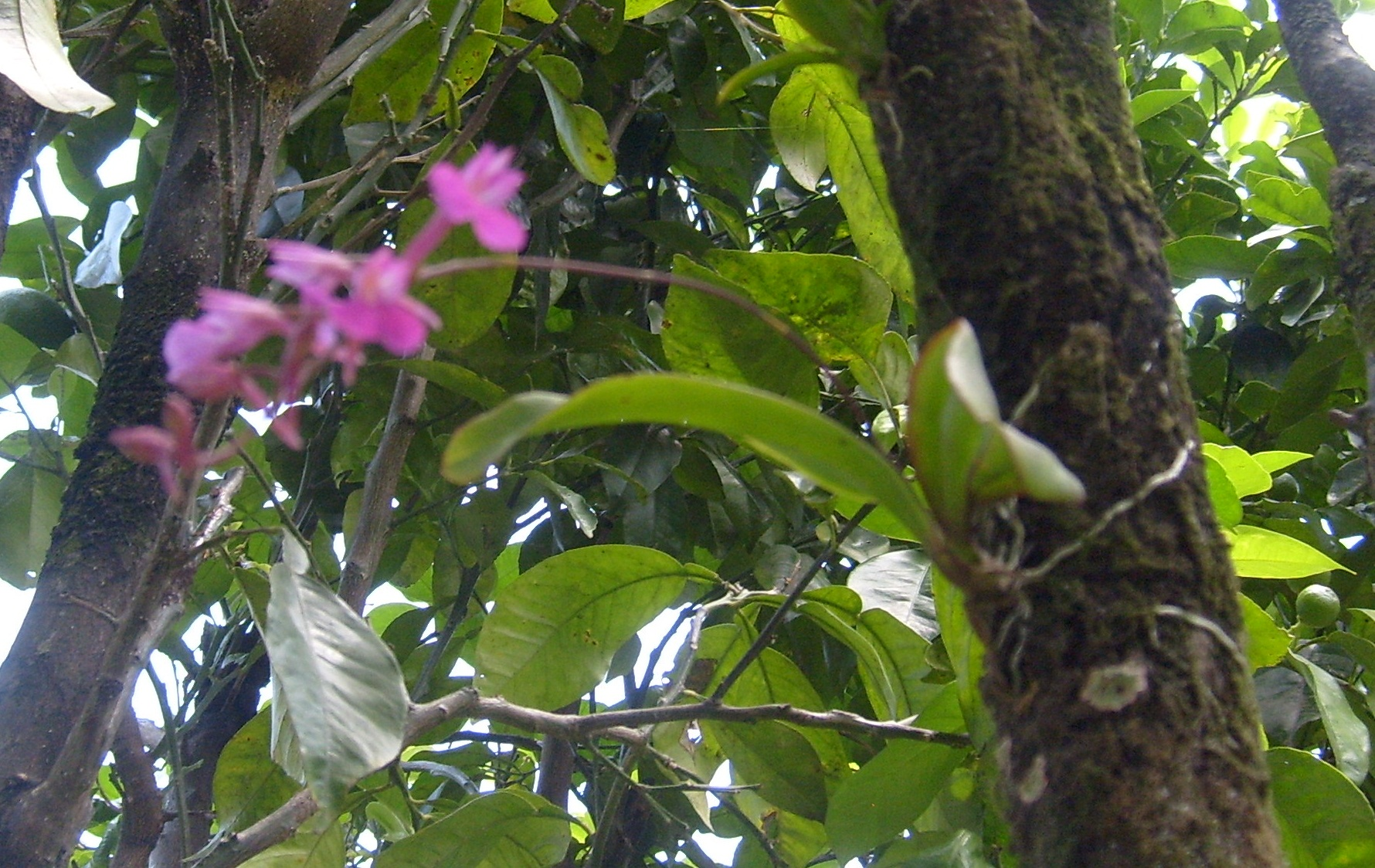
Llovizna magenta en flor.

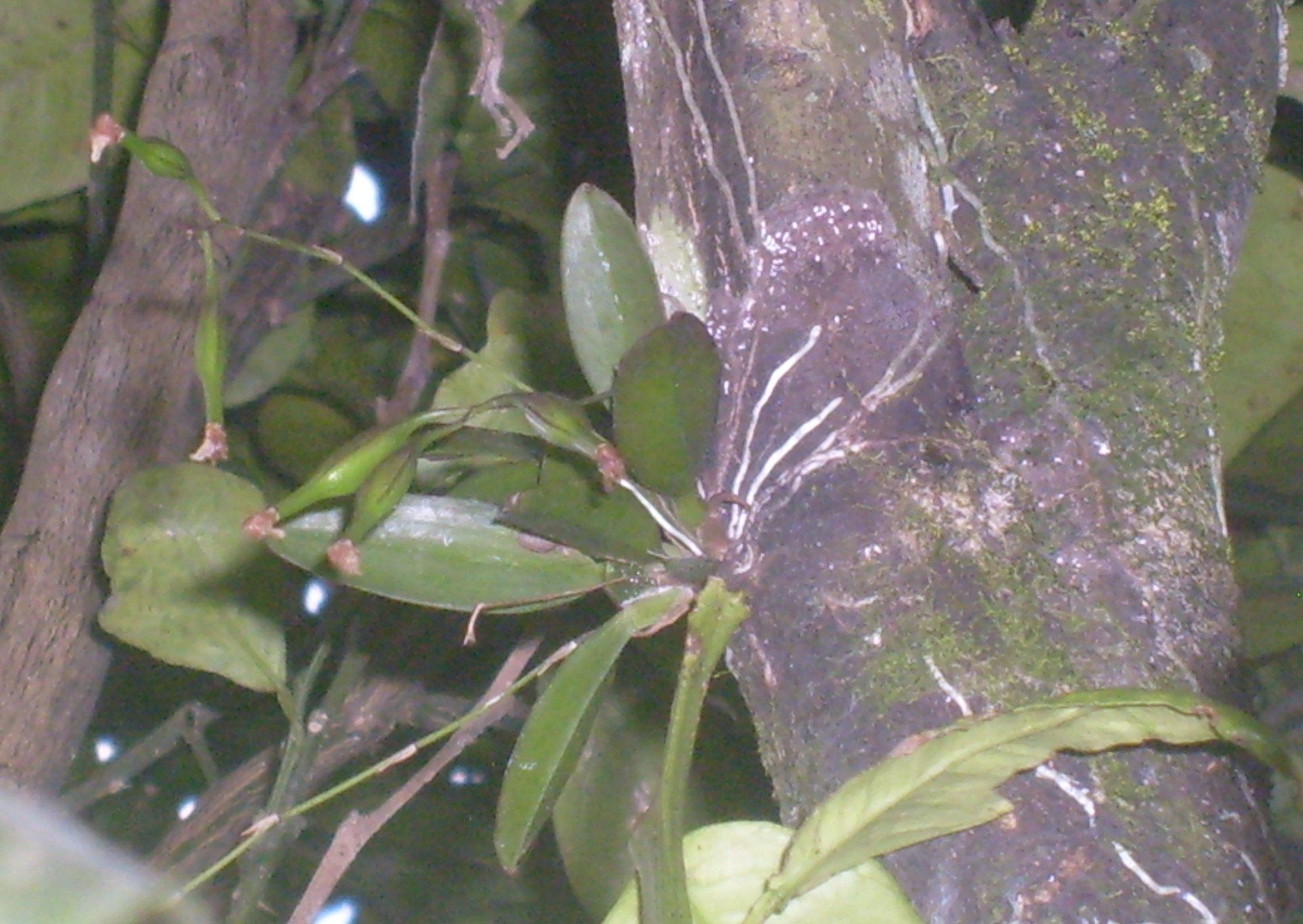
Llovizna magenta con frutos

## Descripción
Es una orquídea de pequeño tamaño, cespitosa, con hábito de epífita o litófita ocasional , con una carcasa cilíndrica oblonga, con pseudobulbo comprimido con una hoja única, elíptica, oblongo-lanceolada. Florece a finales del invierno y principios de la primavera hasta el verano en un pseudobulbo recién maduro y tiene una delicada inflorescencia basal, erecta a arqueada, de 30 + cm, a veces irregularmente ramificada, inflorescencia racemosa con hasta a 8 flores que se mantienen muy por encima de las hojas.

## Distribución y hábitat
Se encuentra en Cuba, República Dominicana, Haití, Jamaica, Puerto Rico, México, Guatemala, Belice, El Salvador, Honduras, Nicaragua, Costa Rica, Panamá, Guyana Francesa, Venezuela, Colombia, Ecuador, Perú, Bolivia, Brasil y Venezuela en los arbustos y troncos de árboles o en pequeñas ramas en los árboles de guayaba en los bosques montanos húmedos  en altitudes de 200 a 3.000 metros.

## Taxonomía
Comparettia falcata fue descrita por Poepp. & Endl.  y publicado en Nova Genera ac Species Plantarum 1: 42–43, t. 73. 1835[1836].
Etimología
Comparettia: nombre genérico que lleva el nombre en honor del botánico italiano Andrea Comparetti.
falcata: epíteto latíno que significa "con forma de hoz"
Variedades
- Comparettia falcata var. paulensis (Cogn.) I.Bock

Sinonimia
- Comparettia cryptocera C.Morren
- Comparettia erecta Schltr.
- Comparettia rosea Lindl.
- Comparettia venezuelana Schltr.
- Ionopsis orchioides Kraenzl.
- Orchis pauciflora Sessé & Moc[1][3][4]